# Red Pepper Restaurant
Red Pepper Restaurant è il centodiciottesimo album in studio del chitarrista statunitense Buckethead, pubblicato il 25 ottobre 2014 dalla Hatboxghost Music.

## Il disco
Ottantottesimo disco appartenente alla serie "Buckethead Pikes", Red Pepper Restaurant è il sesto degli otto album pubblicati dal chitarrista durante il mese di ottobre 2014 e contiene un unico brano, intitolato Level, suddiviso in quattro parti.

## Tracce
Musiche di Buckethead.
1. Level 1 – 8:49
2. Level 2 – 8:42
3. Level 3 – 8:04
4. Level 4 – 7:43

## Formazione
- Buckethead – chitarra, basso, programmazione